# Mamoeka Bachtadze
Mamoeka Bachtadze (Georgisch: მამუკა ბახტაძე) (Tbilisi, 9 juni 1982) is een politicus en zakenman uit Georgië. Hij was van 2018 tot 2019 premier namens Georgische Droom. Daarvoor was hij kort minister van Financiën. Na zijn premierschap trok hij zich terug uit de politiek.

## Opleiding en vroege carrière
Mamoeka Bachtadze werd in Tbilisi geboren, in wat destijds nog de Georgische sovjetrepubliek was. In 2003 studeerde hij af in management en micro-economie aan de Staatsuniversiteit van Tbilisi, alsmede in de elektromechanische techniek aan de Georgische Technische Universiteit. Aan deze universiteit behaalde hij tevens een doctoraat in de technische wetenschappen. In 2005 behaalde Bachtadze een MBA-diploma aan de Lomonosov-universiteit in Moskou. In 2010 behaalde hij een tweede MBA-diploma, ditmaal bij INSEAD.
Van oktober 2010 tot november 2012 zat Bachtadze in de raad van toezicht van de Georgische Internationale Energiecorporatie, waarna hij in maart 2013 directeur werd van de Georgische spoorwegen. Dit bleef hij tot november 2017.

## Politiek
Bachtadze maakte in november 2017 zijn entree in de Georgische politiek, toen hij door premier Giorgi Kvirikasjvili tot minister van Financiën werd benoemd. Zijn wapenfeit als minister was het doorvoeren van een belastinghervorming voor het kleinbedrijf, onderdeel van economische hervormingen van de regering-Kvirikasjvili.

### Premier
In juni 2018 werd Bachtadze door Georgische Droom oprichter en voorzitter Bidzina Ivanisjvili naar voren geschoven als opvolger van premier Kvirikasjvili. Laatstgenoemde nam ontslag na onenigheid met Ivanisjvili over de te volgen koers in het economisch beleid. Bachtadze was op dat moment grotendeels onbekend bij het Georgische publiek, ondanks dat hij al sinds 2013 regelmatig door Ivanisjvili als mogelijk premier werd genoemd. Hij formuleerde vier prioriteiten voor zijn kabinet, namelijk volledige Euro-Atlantische integratie, een nieuw economisch model met nieuwe eerlijke regels, een kleine overheid en grootschalige investeringen in het onderwijs.
Een van zijn eerste daden was de introductie van de zogeheten 'lijst Tatoenasjvili-Otchozoria'. Dit is een sanctielijst tegen voornamelijk Abchazische en Zuid-Ossetische militanten die sinds begin jaren negentig zijn veroordeeld of aangeklaagd voor ernstige misdaden gepleegd tegen etnische Georgiërs in de door Rusland bezette gebieden Abchazië en Zuid-Ossetië. Enkele maanden later presenteerde Bachtadze grote onderwijshervormingen en presenteerde hij plannen voor schoner openbaar vervoer en een "groene economie".
Vlak voor de tweede ronde van de presidentsverkiezingen in november 2018 kondigde Bachtadze schuldenverlichting aan voor 600.000 Georgiërs, een substantieel deel van het electoraat. De kosten zouden grotendeels gedekt worden door de Cartu-stichting van partijbaas Ivanisjvili. Dit werd gezien als verkapte omkoping van kiezers ten gunste van presidentskandidaat Salome Zoerabisjvili, die door Georgische Droom en de regering werd gesteund.

### Gavrilov

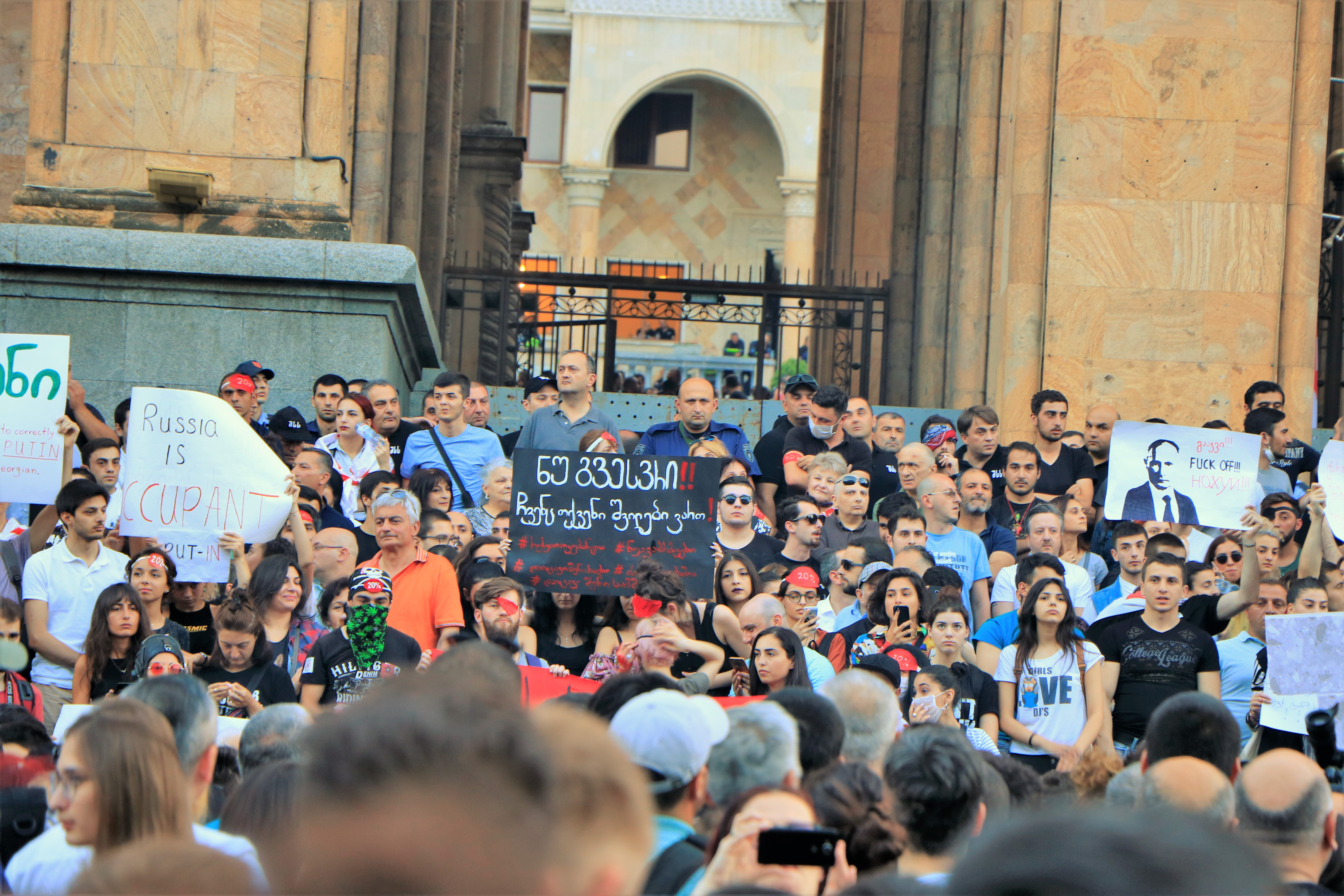
Demonstraties naar aanleiding van de toespraak van Doema-lid Gavrilov in het parlement. Bachtadze werd daarna opzij geschoven als premier.

In juni 2019 was het parlement van Georgië gastheer van de Interparlementaire Vergadering van Orthodoxen, die orthodox-christelijke parlementariërs verenigt. De bijeenkomst in de plenaire zaal van het parlement werd op 20 juni 2019 geopend met een toespraak van het Russische Doema-lid Sergei Gavrilov van de Communistische Partij, terwijl hij in de voorzittersstoel zat. Dit was de Georgische oppositie tegen het zere been, die vervolgens burgers opriep bij het parlement te demonstreren. Het vertrek van parlementsvoorzitter Irakli Kobachidze en verschillende kabinetsleden werd geëist, waaronder Bachtadze en binnenlands minister Giorgi Gacharia. De toespraak van Gavrilov in het Russisch vanuit de voorzittersstoel werd opgevat als een provocatie van de bezettingsmacht.
Op 2 september 2019 diende Bachtadze zijn ontslag in als premier zonder in te gaan op de redenen, behalve dan te stellen dat zijn missie erop zat om "strategische kaders" te scheppen. In een kritische noot over de politieke cultuur in Georgië stelde hij dat het land "geen nadruk legt op strategische ontwikkeling" en dat het van verkiezing tot verkiezing leeft. Volgens hem zijn verkiezingsprogramma's van partijen op de korte termijn gericht, populistisch en gericht op verkiezingscampagnes. Giorgi Gacharia, verantwoordelijk voor het harde politieoptreden tegen de Gavrilov-demonstratie, werd de opvolger van Bachtadze. Bachtadze verliet de politiek en ging terug het bedrijfsleven in. In retrospectief wordt Bachtadzes premierschap omschreven als eentje om te vergeten.

## Persoonlijk
Bachtadze is getrouwd en heeft drie kinderen.